# Muhammed Lawal
Pour les articles homonymes, voir Lawal.
Muhammed Lawal (né le 11 janvier 1981 à Murfreesboro dans le Tennessee), est un pratiquant d'arts martiaux mixtes américain, actuellement en concurrence dans la catégorie des poids mi-lourds du Bellator MMA. Il est un ancien lutteur universitaire de haut niveau (3e au NCAA Division I National Championships de 2003).
Il a été champion de sa catégorie au Strikeforce après avoir vaincu Gegard Mousasi, mais a perdu ce titre contre Rafael Cavalcante.
Kingo Mo fait son retour le 10 septembre, à l'occasion de l'event Strikeforce World Grand Prix : Barnett vs. Kharitonov où il est opposé à Roger Gracie. King Mo met ce dernier K.O au premier round.

## Jeunesse
Muhammed Lawal obtient son diplôme de fin d'étude secondaire au Plano East High School à Plano, Texas où il pratique le football américain, l'athlétisme et la lutte. En tant que lutteur, il devient champion du Texas de lutte gréco-romaine junior puis senior en restant invaincu. En 2000, il rejoint l'université d'État de l'Oklahoma et y reste jusqu'en 2003 où il continue de pratiquer la lutte et remporte cette année-là le championnat de deuxième division nationale universitaire et obtient la distinction d'All-American,.
En 2004, il commence une carrière de lutteur dans la catégorie des moins de 96 kg et termine second du Manitoba Open le 31 janvier.

## Parcours en arts martiaux mixtes

### Bellator MMA
En battant Zayats, il accède donc à a finale du tournoi face à Quinton Jackson.
La confrontation face à est alors prévue en second combat principal du Bellator 120 et devient même tête d'affiche de l'événement à la suite d'une blessure du champion poids léger, Eddie Alvarez.
Jackson s'impose par décision unanime au cours de cette première soirée diffusée en paiement à la séance par l'organisation, se déroulant à Southaven, à quelques kilomètres de sa ville natale. Malgré plusieurs amenées au sol réussies de Lawal, c'est Jackson qui se montre plus agressif aux yeux des juges pour remporter deux rounds du match.

## Carrière dans le catch

### Total Nonstop Action Wrestling (2012-...)

#### Début à la TNA et Inactivité (2012-2014)
En mai 2012, Muhammed Lawal signe un contrat avec la Total Nonstop Action Wrestling (TNA). Lors de cette annonce, il est dit que Lawal va rejoindre dans un premier temps l'Ohio Valley Wrestling qui est alors le club-école de la TNA après s'être remis d'une blessure au genou.

#### Retour (2014-...)
Il fait son retour le 24 juillet après un an d'absence, il revient en faisant une promo avec Dixie Carter et rejoint Team Dixie.

## Palmarès en arts martiaux mixtes
| 32 combats     | 21 victoires | 10 défaites |
| Par KO         | 13           | 7           |
| Par soumission | 0            | 0           |
| Sur décision   | 8            | 3           |
| Sans décision  | 1            | 1           |

| Résultat   | Record    | Adversaire          | Méthode                                 | Événement                                                 | Date              | Round | Temps | Lieu                                    | Notes                                                                              |
| ---------- | --------- | ------------------- | --------------------------------------- | --------------------------------------------------------- | ----------------- | ----- | ----- | --------------------------------------- | ---------------------------------------------------------------------------------- |
| Défaite    | 21-10 (1) | Andrew Kapel        | KO (poings)                             | Bellator 233 - Salter vs. van Steenis                     | 8 novembre 2018   | 1     | 1:22  | Thackerville, Oklahoma, États-Unis      |                                                                                    |
| Défaite    | 21-9 (1)  | Jiří Procházka      | KO technique (poings)                   | Rizin FF - Rizin 15                                       | 21 avril 2019     | 3     | 3:02  | Yokohama, Kanagawa, Japon               |                                                                                    |
| Défaite    | 21-8 (1)  | Liam McGeary        | KO technique (poings)                   | Bellator 213 - Macfarlane vs. Letourneau                  | 15 décembre 2018  | 3     | 0:53  | Honolulu, Hawaï, États-Unis             |                                                                                    |
| Défaite    | 21-7 (1)  | Ryan Bader          | KO technique (poings)                   | Bellator 199 - Bader vs. King Mo                          | 12 mai 2018       | 1     | 0:15  | San José, Californie, États-Unis        |                                                                                    |
| Victoire   | 21-6 (1)  | Quinton Jackson     | Décision unanime                        | Bellator 175 - Rampage vs. King Mo 2                      | 31 mars 2017      | 3     | 5:00  | Rosemont, Illinois, États-Unis          |                                                                                    |
| Défaite    | 20-6 (1)  | Mirko Filipovic     | KO technique (poings)                   | Rizin 3 - Rizin Fighting World Grand Prix 2016: 2nd Round | 29 décembre 2016  | 2     | 1:41  | Saitama, Japon                          |                                                                                    |
| Victoire   | 20-5 (1)  | Satoshi Ishii       | Décision unanime                        | Bellator 169 - King Mo vs. Ishii                          | 16 décembre 2016  | 3     | 5:00  | Dublin, Irlande                         |                                                                                    |
| Défaite    | 19-5 (1)  | Phil Davis          | Décision unanime                        | Bellator 154 - Davis vs. King Mo                          | 14 mai 2016       | 3     | 5:00  | San José, Californie, États-Unis        |                                                                                    |
| Victoire   | 19-4 (1)  | Jiri Prochazka      | KO (poing)                              | Rizin Fighting Federation - Iza no Mai                    | 31 décembre 2015  | 1     | 5:09  | Saitama, Japon                          |                                                                                    |
| Victoire   | 18-4 (1)  | Teodoras Aukstuolis | Décision unanime                        | Rizin Fighting Federation - Iza no Mai                    | 31 décembre 2015  | 2     | 5:00  | Saitama, Japon                          |                                                                                    |
| Victoire   | 17-4 (1)  | Brett McDermott     | KO (poings)                             | Rizin Fighting Federation - Saraba no Utake               | 29 décembre 2015  | 1     | 9:10  | Saitama, Japon                          |                                                                                    |
| Victoire   | 16-4 (1)  | Linton Vassell      | Décision unanime                        | Bellator 142 - Dynamite                                   | 19 septembre 2015 | 2     | 5:00  | San José, Californie, États-Unis        |                                                                                    |
| Victoire   | 15-4 (1)  | Cheick Kongo        | Décision partagée                       | Bellator 134                                              | 27 février 2015   | 3     | 5:00  | Uncasville                              | Combat en poids lourd                                                              |
| Victoire   | 14-4 (1)  | Joe Vedepo          | KO technique (poings)                   | Bellator 131 - Tito vs. Bonnar                            | 15 novembre 2014  | 3     | 0:39  | San Diego, Californie, États-Unis       |                                                                                    |
| Victoire   | 13-4 (1)  | Dustin Jacoby       | KO technique (poings)                   | Bellator 123                                              | 5 septembre 2014  | 2     | 1:13  | Uncasville, Connecticut, États-Unis     |                                                                                    |
| Défaite    | 12-4 (1)  | Quinton Jackson     | Décision unanime                        | Bellator 120                                              | 17 mai 2014       | 3     | 5:00  | Southaven, Mississippi, États-Unis      |                                                                                    |
| Victoire   | 12-3 (1)  | Mikhail Zayats      | Décision unanime                        | Bellator 110                                              | 28 février 2014   | 3     | 5:00  | Uncasville, Connecticut, États-Unis     |                                                                                    |
| Défaite    | 11-3 (1)  | Emanuel Newton      | Décision unanime                        | Bellator 106                                              | 2 novembre 2013   | 5     | 5:00  | Long Beach, Californie, États-Unis      |                                                                                    |
| Victoire   | 11-2 (1)  | Jacob Noe           | KO technique (retraite)                 | Bellator 97                                               | 31 juillet 2013   | 3     | 2:51  | Rio Rancho, Nouveau-Mexique, États-Unis |                                                                                    |
| Victoire   | 10-2 (1)  | Seth Petruzelli     | KO (coup de poing)                      | Bellator 96                                               | 19 juin 2013      | 1     | 1:35  | Thackerville, Oklahoma, États-Unis      |                                                                                    |
| Défaite    | 9-2 (1)   | Emanuel Newton      | KO (coup de poing retourné)             | Bellator 90                                               | 21 février 2013   | 1     | 2:35  | West Valley City                        | Bellator Saison 8 tournoi des Light Heavyweight, demi-finale                       |
| Victoire   | 9-1 (1)   | Pzemyslaw Mysiala   | TKO (coups de poing)                    | Bellator 86                                               | 24 janvier 2013   | 1     | 3:52  | Thackerville                            | Bellator Saison 8 tournoi des Light Heavyweight, quart de finale                   |
| No contest | 8-1 (1)   | Lorenz Larkin       | No contest                              | Strikeforce: Rockhold vs. Jardine                         | 7 janvier 2012    | 2     | 1:32  | Las Vegas, Nevada, États-Unis           | Victoire par KO changée en no contest après un contrôle positif à la drostanolone. |
| Victoire   | 8-1       | Roger Gracie        | KO (coups de poing)                     | Strikeforce: Barnett vs. Kharitonov                       | 10 septembre 2011 | 1     | 4:37  | Cincinnati, Ohio, États-Unis            |                                                                                    |
| Défaite    | 7-1       | Rafael Cavalcante   | TKO (coups de poing and coups de coude) | Strikeforce: Houston                                      | 21 août 2010      | 3     | 1:14  | Houston, Texas, États-Unis              | Perd le titre poids mi-lourds du Strikeforce.                                      |
| Victoire   | 7-0       | Gegard Mousasi      | Décision unanime                        | Strikeforce: Nashville                                    | 17 avril 2010     | 5     | 5:00  | Nashville, Tennessee, États-Unis        | Remporte le titre poids mi-lourds du Strikeforce.                                  |
| Victoire   | 6-0       | Mike Whitehead      | KO (coups de poing)                     | Strikeforce: Evolution                                    | 19 décembre 2009  | 1     | 3:08  | San José, Californie, États-Unis        | Combat en poids lourd                                                              |
| Victoire   | 5-0       | Mark Kerr           | TKO (coups de poing)                    | M-1 Global: Breakthrough                                  | 28 août 2009      | 1     | 0:25  | Kansas City, Kansas, États-Unis         | Combat en poids lourd                                                              |
| Victoire   | 4-0       | Ryo Kawamura        | Décision unanime                        | Sengoku: Seventh Battle                                   | 20 mars 2009      | 3     | 5:00  | Tokyo, Japon                            |                                                                                    |
| Victoire   | 3-0       | Yukiya Naito        | TKO (coups de poing)                    | Sengoku no Ran 2009                                       | 4 janvier 2009    | 1     | 3:54  | Saitama, Japon                          |                                                                                    |
| Victoire   | 2-0       | Fabio Silva         | TKO (coups de poing)                    | Sengoku: Sixth Battle                                     | 1er novembre 2008 | 3     | 0:41  | Saitama, Japon                          | Combat en poids lourd                                                              |
| Victoire   | 1-0       | Travis Wiuff        | TKO (coups de poing)                    | Sengoku: Fifth Batthe                                     | 28 septembre 2008 | 1     | 2:11  | Tokyo, Japon                            | Combat en poids lourd                                                              |